# Verače
Verače so naselje v Občini Podčetrtek.